# Brüggerhorn
Brüggerhorn är en bergstopp i Schweiz.   Den ligger i regionen Plessur och kantonen Graubünden, i den östra delen av landet, 170 km öster om huvudstaden Bern. Toppen på Brüggerhorn är 2 447 meter över havet, eller 50 meter över den omgivande terrängen. Bredden vid basen är 0,42 km.
Terrängen runt Brüggerhorn är huvudsakligen bergig, men den allra närmaste omgivningen är kuperad. Närmaste större samhälle är Chur, 11,0 km nordväst om Brüggerhorn. 
Trakten runt Brüggerhorn består i huvudsak av gräsmarker. Runt Brüggerhorn är det ganska glesbefolkat, med 39 invånare per kvadratkilometer.